# Ruth Wilson
Ruth Wilson (Ashford, 13 de janeiro de 1982) é uma atriz britânica. É conhecida pelos seus papéis de Alice Morgan na série Luther do BBC e de Alison Bailley em The Affair, transmitida pelo canal estadunidense Showtime. Entrou ainda em filmes como Anna Karenina, The Lone Ranger e Saving Mr. Banks com papéis secundários.
Para além do Globo de Ouro de Melhor Atriz Numa Série Dramática, Ruth Wilson já venceu dois prémios Olivier pelo seu trabalho no teatro.

## Primeiros anos
Ruth Wilson nasceu em Ashford, no Surrey. A sua mãe, Mary, é funcionária de reinserção social e o seu pai, Nigel, é banqueiro. Ela tem três irmãos mais velhos e é neta do escritor e agente do MI6 Alexander Wilson e da sua terceira mulher, Alison (McKelvie). Ruth cresceu em Shepperton, no Surrey e é católica. Frequentou a Notre Dame School, uma escola católica privada exclusivamente feminina e fez o ensino secundário na Esher College. Quando era adolescente, Ruth trabalhou como modelo e estudou História na Universidade de Nottingham, tendo terminado o curso em 2003. Na universidade Ruth juntou-se ao grupo de teatro New Theatre. Em julho de 2005 terminou um curso de teatro de 2 anos na London Academy of Music and Dramatic Art. Quando terminou os estudos foi uma das fundadoras da empresa Hush Productions.

## Carreira
Ruth Wilson teve a sua estreia profissional no teatro com a peça Good no Sound Theatre em 2005. O seu primeiro papel na televisão surgiu em 2006 na série de comédia satírica Suburban Shootout onde contracenou com Anna Chancellor e Tom Hiddleston. A série, que segue a história de um casal que se muda para uma vila aparentemente pacífica e descobre que, afinal, existem dois gangs rivais de donas de casa, foi transmitida pelo Channel Five no Reino Unido e pelo Oxygen nos Estados Unidos e teve duas temporadas. Ruth faz o papel de Jewel Diamond, uma adolescente com um desejo sexual insaciável que sonha em ser atriz, apesar da sua falta de aptidão para tal.
Em 2006 protagonizou a mini-série Jane Eyre, uma adaptação da BBC do romance homónimo de Charlotte Brontë. O papel valeu-lhe nomeações para os BAFTA TV Awards, os Globos de Ouro e os Satellite Awards na categoria de Melhor Atriz numa Mini-Série ou Tele-Filme.
Em 2007, Ruth participou num episódio da série Agatha Christie's Marple e em dois tele-filmes: Capturing Mary de Stephen Poliakoff e A Real Summer. No mesmo ano participou na peça Philistines no papel de Tanya no National Theatre.
Em 2009 fez a sua estreia na televisão norte-americana com a mini-série The Prisioner, baseada numa série da década de 1960 com o mesmo nome, transmitida pelo AMC numa co-produção com o britânico ITV. Ruth foi uma das protagonistas da mini-série no papel de 313 / Sarah e contracenou com Ian McKellen e Jim Caviezel. No mesmo ano protagonizou o tele-filme Long Island, uma produção da BBC baseada no romance homónimo de Andrea Levy que segue a história de quatro imigrantes jamaicanos que vão viver para o Reino Unido durante e após a Segunda Guerra Mundial. Benedict Cumberbatch também participa no tele-filme no papel de marido de Queenie, a personagem de Ruth.
Em maio de 2010 estreou a série Luther, protagonizada por Idris Elba. Ruth Wilson participa em todos os episódios das três temporadas da série no papel de Alice Morgan, uma cientista genial e psicopata. Durante a primeira temporada, Luther é incapaz de provar que Alice matou os seus próprios pais, apesar de saber que ela é a culpada. Durante o resto da série ela torna-se sua confidente e ajuda-o a compreender os motivos de outros criminosos. Em setembro de 2012, o criador da série, Neil Cross, anunciou que havia planos para criar um spin-off que se centraria na personagem de Ruth Wilson. Na altura a única dúvida que tinha era se este spin-off seria uma mini-série única ou com várias temporadas.
Com o seu papel em Luther, Ruth Wilson ganhou alguma notoriedade e, a partir de 2012 começou a participar em mais filmes. Em 2012 teve uma pequena participação em Anna Karenina do realizador Joe Wright com o papel da Princesa Betsy. Em 2013 fez o papel de Rebecca Reid, a cunhada de John Reid/Lone Ranger em The Lone Ranger. No mesmo ano fez o papel de Margaret Goff, a mãe da escritora P.L. Travers, nas cenas do passado de Saving Mr. Banks. Em 2014 fez a voz de Katrina em Locke, protagonizado por Tom Hardy.
No final de 2014 estreou a série The Affair, protagonizada por Ruth Wilson e Dominic West, no canal Showtime. Na série, Ruth faz o papel de Alison Bailey, uma empregada de mesa que vive numa vila costeira de Long Island e que está a tentar sobreviver após a morte do filho de quatro anos quando conhece e tem um caso extra-conjugal com um professor casado e com quatro filhos de Nova Iorque. A série valeu-lhe o Globo de Ouro de Melhor Atriz numa Série Dramática.
Ruth Wilson tem ainda alguns trabalhos de destaque no teatro, incluindo A Streetcar Named Desire, onde interpretou a personagem de Stella, e Anna Christie, onde interpretou a personagem que dá nome à peça, ambas no Donmar Theatre em Londres e Through a Glass Darkly no Almeida Theare no West End de Londres.

## Filmografia

### Filmes
| Ano  | Título                                        | Papel               | Notas          |
| ---- | --------------------------------------------- | ------------------- | -------------- |
| 2007 | Get Off My Land                               | Woman               | Curta metragem |
| 2007 | Capturing Mary                                | Young Mary          | Telefilme      |
| 2007 | A Real Summer                                 | Mary/Geraldine, BBC | Telefilme      |
| 2008 | The Doctor Who Hears Voices                   | Ruth                | Telefilme      |
| 2009 | Small Island                                  | Queenie             | Telefilme      |
| 2012 | Anna Karenina                                 | Princesa Betsy      |                |
| 2013 | The Lone Ranger                               | Rebecca Reid        |                |
| 2013 | Saving Mr. Banks                              | Margaret Goff       |                |
| 2014 | Locke                                         | Katrina (voz)       |                |
| 2015 | Suite Française                               | Madeleine           |                |
| 2016 | I Am the Pretty Thing That Lives in the House | Lily                |                |
| 2017 | How to Talk to Girls at Parties               | PT Stella           |                |
| 2017 | Dark River                                    | Alice               |                |
| 2018 | The Little Stranger                           | Caroline Ayres      |                |
| 2021 | True Things                                   | Kate                |                |
| 2022 | See How They Run                              | Petula Spencer      | Pós-produção   |
| TBA  | The Book of Ruth                              | Ruth                | Pós-produção   |

### Televisão
| Ano       | Título                   | Papel           | Notas                                                                 |
| --------- | ------------------------ | --------------- | --------------------------------------------------------------------- |
| 2003      | Time Commanders          | Ela própria     | Episódio: "Pharsalus". Programa britânico que recria batalhas famosas |
| 2006      | Jane Eyre                | Jane Eyre       | 4 episódios                                                           |
| 2006–2007 | Suburban Shootout        | Jewel Diamond   | 10 episódios                                                          |
| 2007      | Agatha Christie's Marple | Georgina Barrow | Episódio: "Nemesis"                                                   |
| 2008      | Freezing                 | Alison Fennel   | Episódio: "#1.2"                                                      |
| 2009      | The Prisoner             | 313/Sara        | 6 episódios                                                           |
| 2010–2013 | Luther                   | Alice Morgan    | 14 episódios                                                          |
| 2014–2018 | The Affair               | Alison Bailey   | 42 episódios                                                          |
| 2018      | The Wilsons              | Alison Wilson   | Minissérie                                                            |
| 2019–2020 | His Dark Materials       | Marisa Coulter  | –                                                                     |

### Teatro
| Ano  | Título                   | Papel         | Local                                     |
| ---- | ------------------------ | ------------- | ----------------------------------------- |
| 2005 | C.P. Taylor's Good       |               | Sound Theatre                             |
| 2007 | Philistines              | Tanya         | Lyttelton Theatre, Royal National Theatre |
| 2009 | A Streetcar Named Desire | Stella        | Donmar Warehouse, Londres                 |
| 2010 | Through a Glass Darkly   | Karin         | Almeida Theatre                           |
| 2011 | Anna Christie            | Anna Christie | Donmar Warehouse, Londres                 |
| 2015 | Constellations           | Marianne      | Samuel J. Friedman Theatre, Manhattan     |

### Radio
| Ano  | Título                    | Papel           | Local       |
| ---- | ------------------------- | --------------- | ----------- |
| 2008 | The Mayor of Casterbridge | Elizabeth-Janes |             |
| 2009 | The Promise               |                 | BBC Radio 3 |

## Ligações Externas
- Ruth Wilson. no IMDb.
- Entrevista no The Daily Telegraph em Inglês